# Великорецкий крестный ход

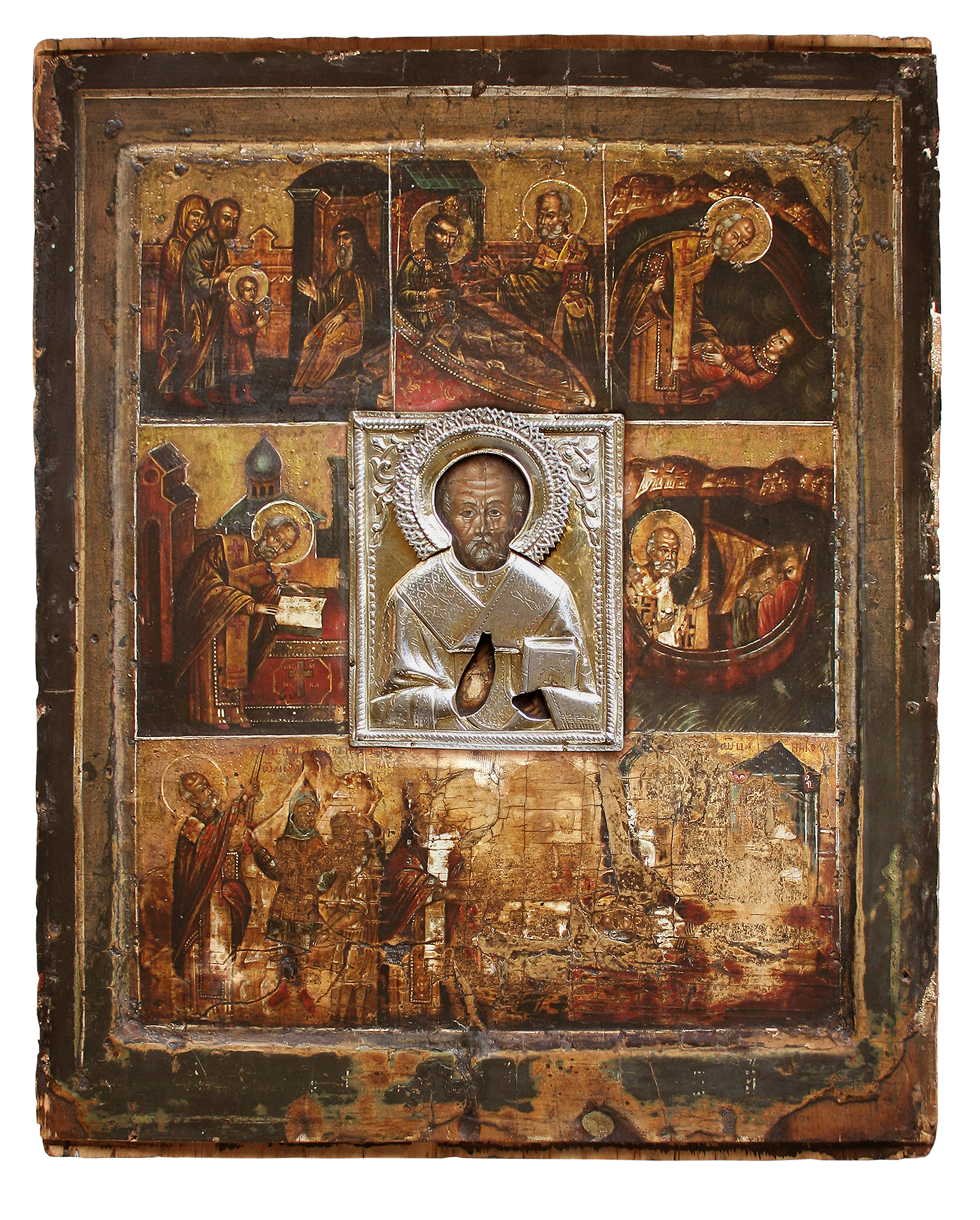
Великорецкая чудотворная икона (сохранившийся список, оригинал утрачен)

Великоре́цкий кре́стный ход — один из крупнейших ежегодных крестных ходов России. Проходит с почитаемой Великорецкой чудотворной иконой Николая Чудотворца ежегодно с 3 по 8 июня.
Маршрут: Киров — село Великорецкое, Юрьянский район Кировской области — Киров. Протяжённость — 150 км (90 км из города Кирова до села Великорецкого и 60 км обратно). Ночлеги — в полевых условиях. Ход собирает десятки тысяч паломников из России и Ближнего Зарубежья.
С 2002 года старообрядцы проводят крестный ход из Вятки на реку Великую. Он приурочен к празднику Рождества Николая чудотворца (29 июля/11 августа) и проходит ежегодно 9—13 августа. Маршруты Великорецкого крестного хода у паломников Русской православной старообрядческой церкви и Русской православной церкви различаются.

## История крестного хода
В Интернете утверждается, что крестный ход известен с начала XV века, хотя на самом деле первые сведения о Великорецкой иконе появляются в Никоновской летописи (вторая половина XVI века). Первоначально крестный ход совершался по рекам Вятке и Великой на лодках и плотах в первое воскресенье после праздника перенесения святых мощей Святителя Николая в Барград (22 мая). С 1668 года по благословению епископа Вятского Александра установлена новая дата празднования — 24/6 июня. Позже, с 1778 года разработан и новый маршрут — сухопутный, действующий и поныне.

В первые годы советской власти традиция крестного хода неуклонно сохранялась. В 1935 году, после сноса кафедрального собора в Вятке, где хранилась Великорецкая икона святителя Николая, крестные ходы прекратились в связи с утратой иконы. Но несмотря на неофициальный запрет проведения хода, он превратился в паломничество небольших групп верующих на берег реки Великой к месту обретения чудотворной иконы. В 1959 году впервые было опубликовано официальное запрещение паломничества к реке Великой. Тем не менее паломничество никогда не прерывалось. 

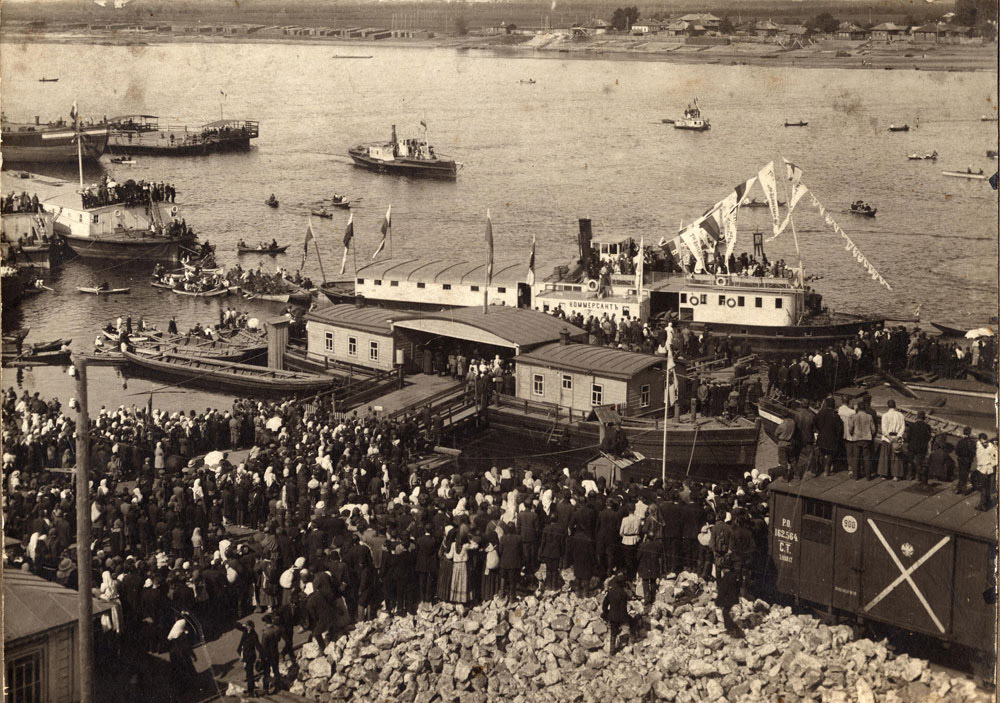
Великорецкий крестный ход в 1911 году

Возрождение крестного хода началось в 1989 году, когда запрет на паломничество был отменён. С 1989 по 1993 год крестный ход разрешали совершать только от ближайшего села Чудинова (в 10 км). С 1993 года крестный ход стали совершать по историческому маршруту.

### Крестный ход в XXI веке
В 2000 году к 600-летию (ежегодно в крестном ходе стало участвовать несколько тысяч человек из России и СНГ) решением Патриарха Московского и всея Руси Алексия II Великорецкий крестный ход получил статус всероссийского.
В 2008 году в нём участвовало около 30 тысяч богомольцев (что превысило дореволюционный максимум — 27 тысяч) и был утверждён Устав крестного хода. Согласно Уставу, современный Великорецкий крестный ход совершается в период с 3 июня (21 мая старого стиля) по 8 июня (26 мая старого стиля) таким образом, что главные мероприятия в селе Великорецком проходят 6 июня (24 мая старого стиля) в праздник Великорецкой иконы.
В 2010 году число паломников, участвовавших в Великорецком крестном ходе, превысило 25 тысяч человек, а в день праздника в Великорецком собралось около 60 тысяч богомольцев.
В 2012 году, по некоторым подсчётам, число паломников составило 32 000 человек (при населении Юрьянского района 21 000 человек). В 2014 году из Кирова в Великорецкое вышла колонна численностью 33 000 человек (в 2013 году было около 31 000 паломников), в торжествах на реке Великой приняли участие 67 000 человек, что на 8000 больше, чем в 2013 году.  
В 2019 году в крестный ход отправилось 27 000 человек, в 2022 году около 23 000 человек. 